# Matilde Callari Galli
Matilde Callari Galli (Terracina, 23 luglio 1934) è un'antropologa italiana.

## Biografia
Insegna dal 1970 antropologia culturale alla facoltà di Scienze della Formazione dell'Università di Bologna.
È stata senatrice della circoscrizione Bologna II per il Partito Comunista Italiano nella X legislatura, dal 1987 al 1992; dal 2 agosto 1989 al 22 aprile 1992 è nel comitato direttivo del gruppo del PCI, che dal 12 febbraio 1991 diventa PDS.
È socia dell'Associazione Italiana per le Scienze Etno-Antropologiche; dal 1995 al 1998 è stata presidentessa dell'associazione, mentre è tra i probiviri nei trienni 1997-2000 e 2004-2007.
È coordinatrice del progetto di ricerca Mappe Urbane, promosso dall'associazione "Mappe Urbane". Ricerca che indaga, attraverso uno sguardo transdiciplinare, i temi dello spazio urbano e in particolare le trasformazioni fisiche, architettonico-urbanistiche, politiche, socio-culturali del territorio comunale bolognese e non solo. Risultato della ricerca è stata, tra le altre cose, la creazione di un geoblog sulla percezione che gli abitanti hanno del proprio territorio dal titolo "Percorsi emotivi". È inoltre coordinatrice del progetto di ricerca Nuove povertà, vecchie povertà, promosso dalla Fondazione Gramsci Emilia-Romagna. Gruppo di ricerca che indaga la formazione di nuove povertà nel contesto bolognese e a livello nazionale.
È Presidente dell'Istituzione per l'inclusione sociale e comunitaria "don Paolo Serra Zanetti" del Comune di Bologna.

## Opere
- Né leggere né scrivere, con Gualtiero Harrison, Feltrinelli, 1970.
- Il tempo delle donne, Cappelli, 1979.
- Come comunicano i bambini, con Piero Bertolini, Il Mulino, 1980.
- Voglia di giocare, con Piero Bertolini, Angeli, 1983.
- Il rumore silenzioso, con C. Colliva e I. Pazzagli, La Nuova Italia, 1988.
- Antropologia culturale e processi educativi, La Nuova Italia, 1993.
- Lo spazio dell'incontro. Percorsi nella complessità, Meltemi Editore, 1996.
- In Cambogia. Pedagogia del totalitarismo, Meltemi Editore, 1997.
- Pensare la diversità, con M. Ceruti e T. Pievani, Meltemi Editore, 1998.
- Nuovi percorsi formativi e istruzione universitaria, con F. Frabboni, Angeli, 1999.
- Insegnare all'Università, con F. Frabboni, Angeli, 1999.
- Antropologia per insegnare, Bruno Mondadori, 2000.
- Antropologia senza confini. Percorsi nella contemporaneità, Sellerio, 2005.
- Mappe urbane (a cura di), Guaraldi, 2007.
- Stranieri a casa, con G. Scandurra, Guaraldi, 2009.
- Giovani in cerca di cittadinanza. I figli dell'immigrazione tra scuola e associazionismo: sguardi antropologici, con G. Guerzoni e B. Riccio, Guaraldi, 2009.
- Un doppio sguardo. Etnografia delle interazioni tra servizi e adolescenti di origine straniera, con I. G. Pazzagli e F. Tarabusi, Guaraldi, 2009.